# Сатарабад
Сатарабад (перс. ستاراباد) — село в Ірані, у дегестані Лайл, в Центральному бахші, шагрестані Ляхіджан остану Ґілян. За даними перепису 2006 року, його населення становило 51 особу, що проживали у складі 16 сімей.

## Клімат
Середня річна температура становить 14,69°C, середня максимальна – 28,57°C, а середня мінімальна – 0,34°C. Середня річна кількість опадів – 1113 мм.
| Клімат поселення                              | Клімат поселення | Клімат поселення | Клімат поселення | Клімат поселення | Клімат поселення | Клімат поселення | Клімат поселення | Клімат поселення | Клімат поселення | Клімат поселення | Клімат поселення | Клімат поселення | Клімат поселення |
| Показник                                      | Січ.             | Лют.             | Бер.             | Квіт.            | Трав.            | Черв.            | Лип.             | Серп.            | Вер.             | Жовт.            | Лист.            | Груд.            |                  |
| Середній максимум, °C                         | 10,72            | 11,10            | 12,74            | 17,88            | 21,74            | 26,57            | 28,57            | 28,44            | 24,54            | 21,30            | 17,11            | 12,60            |                  |
| Середня температура, °C                       | 5,52             | 5,91             | 7,56             | 12,70            | 16,54            | 21,40            | 24,25            | 24,12            | 20,24            | 16,99            | 12,78            | 8,28             |                  |
| Середній мінімум, °C                          | 0,34             | 0,74             | 2,37             | 7,51             | 11,36            | 16,21            | 19,94            | 19,82            | 15,92            | 12,69            | 8,48             | 3,98             |                  |
| Норма опадів, мм                              | 102              | 87               | 85               | 48               | 47               | 33               | 33               | 57               | 127              | 202              | 161              | 131              |                  |
| Середньомісячна швидкість вітру, м/с          | 2.33             | 2.50             | 2.50             | 2.40             | 2.33             | 2.40             | 2.60             | 2.28             | 2.06             | 2.12             | 2.02             | 2.10             |                  |
| Середньомісячна сонячна радіація, кДж/м²·день | 7102             | 9161             | 11115            | 15460            | 19537            | 21356            | 22014            | 18730            | 15182            | 10780            | 8687             | 6723             |                  |
| --------------------------------------------- | ---------------- | ---------------- | ---------------- | ---------------- | ---------------- | ---------------- | ---------------- | ---------------- | ---------------- | ---------------- | ---------------- | ---------------- | ---------------- |
| Джерело:                                      |                  |                  |                  |                  |                  |                  |                  |                  |                  |                  |                  |                  |                  |